# Caixa Rural Galega
A Caixa Rural Galega, Sociedad Cooperativa de Crédito Limitada Gallega é uma instituição financeira galega fundada em 1966 em Lugo, onde mantém os serviços centrais. Os seus âmbitos de negócio são a comercialização de produtos financeiros e seguros, e funciona baixo o modelo de cooperativa de crédito.
A entidade tem 46 balcões concentrados principalmente na província de Lugo, com 33, mas também tem presença na de Ourense com 6, na da Corunha com 3 e na de Pontevedra com 4. Possui por volta de 16.000 pessoas sócias e desde 1987 é a patrocinadora principal do clube de atletismo Lucus Caixa Rural Galega.
Após a venda dos pequenos bancos e caixas municipais a grupos bancários espanhóis  (por exemplo, o Banco Pastor a Banco Popular e depois a Banco Santander) ou estrangeiros (Banco Etcheverria e Novagalicia a Banesco), é a única instituição de crédito de capital exclusivamente galego. Assim, exerce uma atividade de proximidade e com um componente de banca ética ligada ao território, agora em processo de expansão às cidades e vilas mais populosas e com maior potencial económico.
Faz parte do grupo bancário estatal Caixa Rural, união que permite os membros proporcionar uma grande variedade de produtos e serviços bancários (fundos de investimento, cartões de crédito...) e seguros, e fornece o suporte tecnológico a através das empresas Gescooperativo, RSI e Rural Grupo Asegurador. Este grupo tem uma profunda capilaridade ao longo do território e a sua base é a independência estratégica das caixas associadas, com um funcionamento parecido com o do Grupo Crédito Agrícola português.
No exercício de 2016 obteve uns lucros de 3 milhões de euros, voltando a valores anteriores à crise económica.